# Max Esser
Max Esser (* 16. Mai 1885 in Barth; † 23. Dezember 1945 in Berlin) war ein deutscher Bildhauer und Medailleur. Er wurde besonders bekannt als Tierbildhauer und Gestalter von Porzellanfiguren.

## Leben
Max Esser besuchte von 1900 bis 1903 die Unterrichtsanstalt des Kunstgewerbemuseums Berlin sowie die Berliner Kunstakademie, wo er bei dem Tierbildhauer August Gaul studierte. Ab 1906 stellte Esser regelmäßig auf den Großen Berliner Kunstausstellungen aus. Ab 1908 war er Mitarbeiter in den Schwarzburger Werkstätten für Porzellankunst in Unterweißbach. Ab 1920 wohnte er in Meißen, wo er von 1920 bis 1931 bei der Meißner Porzellanmanufaktur beschäftigt war, ab 1924 als Leiter eines Meisterateliers. Später fertigte er Porzellanmodelle für Hutschenreuther, die Königliche Porzellan-Manufaktur Berlin und Rosenthal.
In der Zeit des Nationalsozialismus war Esser als Mitglied der Reichskammer der bildenden Künste einer der gefragtesten Bildhauer. Er nahm u. a. 1937, 1939, 1940, 1942 und 1944 an der Großen Deutschen Kunstausstellung in München teil, allein 1944 mit neun Werken. Auf der Weltfachausstellung Paris 1937 wurde seine 1934 entstandene Plastik Fischotter mit einem Grand Prix ausgezeichnet. Esser stand 1944 auf der Gottbegnadeten-Liste der wichtigsten bildenden Künstler im NS-Staat.
Esser wurde auf dem Friedhof Zehlendorf beigesetzt. Das Grab ist erhalten.

## Werk (Auswahl)

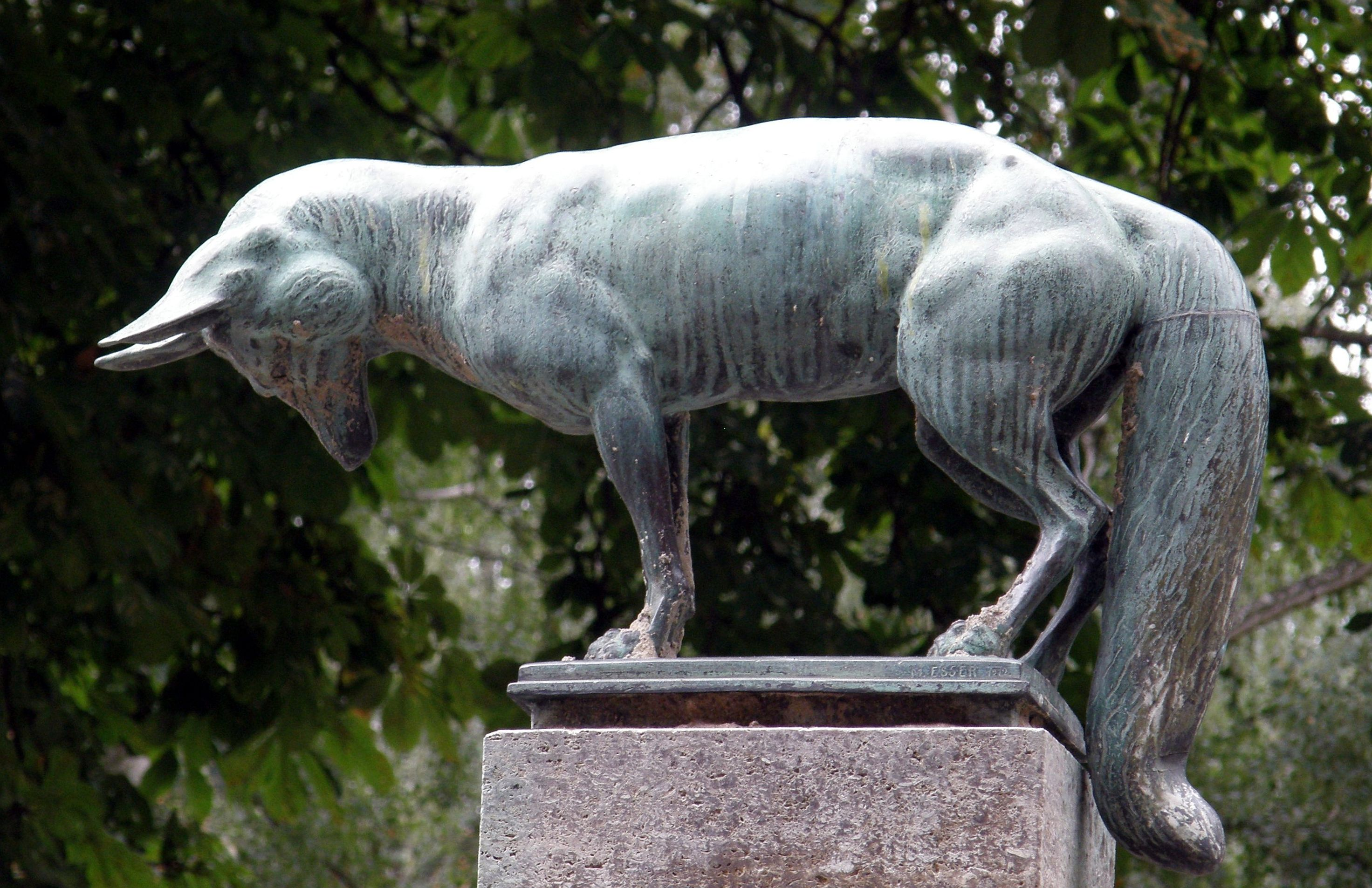
Fuchs des Fuchsbrunnens in den Berliner Ceciliengärten

Fischotter (Meißner Porzellan), auf einer 15-Pf-Briefmarke der DDR-Post 1960

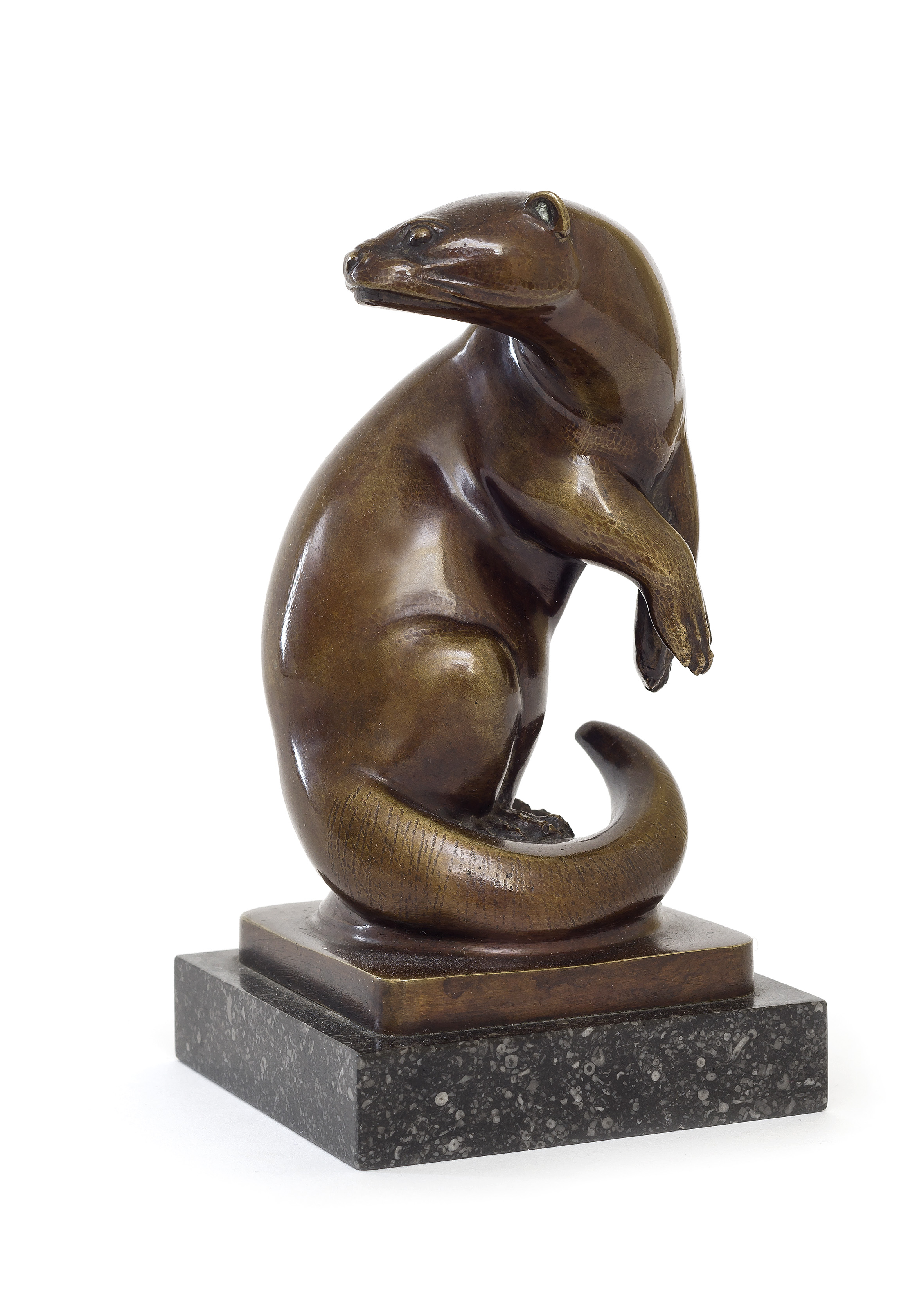
Fischotter, 1925

- 1912: Fuchsbrunnen in den Ceciliengärten in Berlin[2]
- 1919: Mandarinente, Meißner Porzellan
- 1921: Grabmal für seinen Schwiegervater August Gaul auf dem Friedhof Dahlem in Berlin
- 1926: Fischotter, Böttger-Steinzeug
- 1926: Dschelada-Affe im Tierpark Berlin
- um 1928: Biber
- 1934: Fischotter, edlere Version in Meißner Porzellan
- um 1934: Die Schlacht am Teutoburger Wald, Schachspiel in Silber und Emaille
- 1935: Adler, Adlerhorst mit Gelege auf dem Kinderspielplatz im Blockinneren einer Wohnbebauung in Berlin-Haselhorst, Lüdenscheider Weg 4[3] 52° 32′ 50,5″ N, 13° 14′ 6,6″ O
- um 1935: Elefant, Kalkstein
- 1935–1945: Brunnen des deutschen Handwerks für die Stadt Frankfurt am Main, unvollendet, wurde in Teilen nach dem Zweiten Weltkrieg eingeschmolzen.
- 1936: Haubentaucher im Zoologischen Garten Berlin, Flusspferdhaus
- um 1937: Wildentengruppe
- 1938/1939: Motorradfahrer an der ehemaligen Nordkurve der AVUS (erst 1989 aufgestellt)
Dargestellt sind Ewald Kluge auf DKW (links) und Ernst Henne auf BMW (rechts), die dritte Figur – Heiner Fleischmann auf NSU – wurde während des Zweiten Weltkriegs eingeschmolzen.

Motorradfahrer
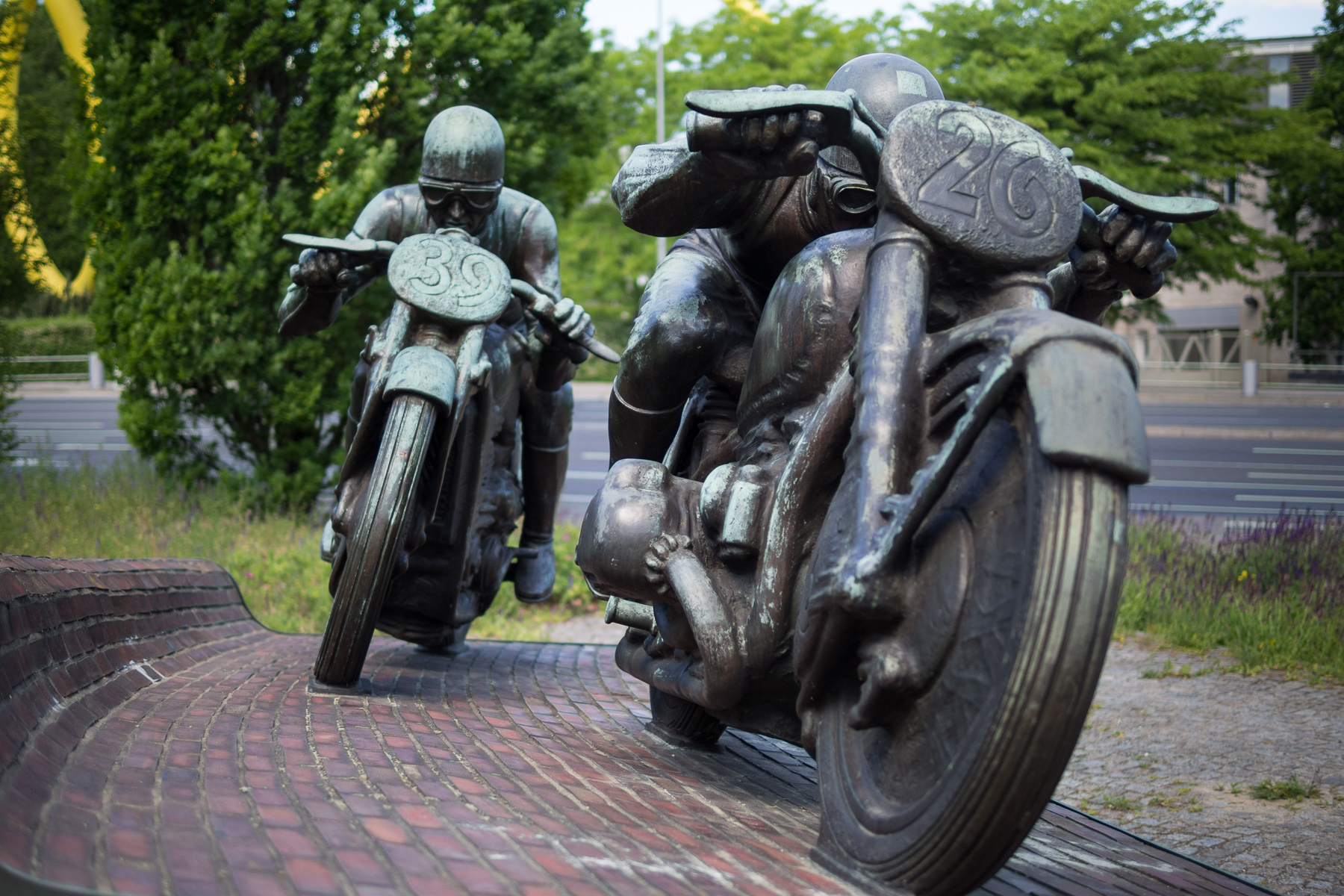
Vorn
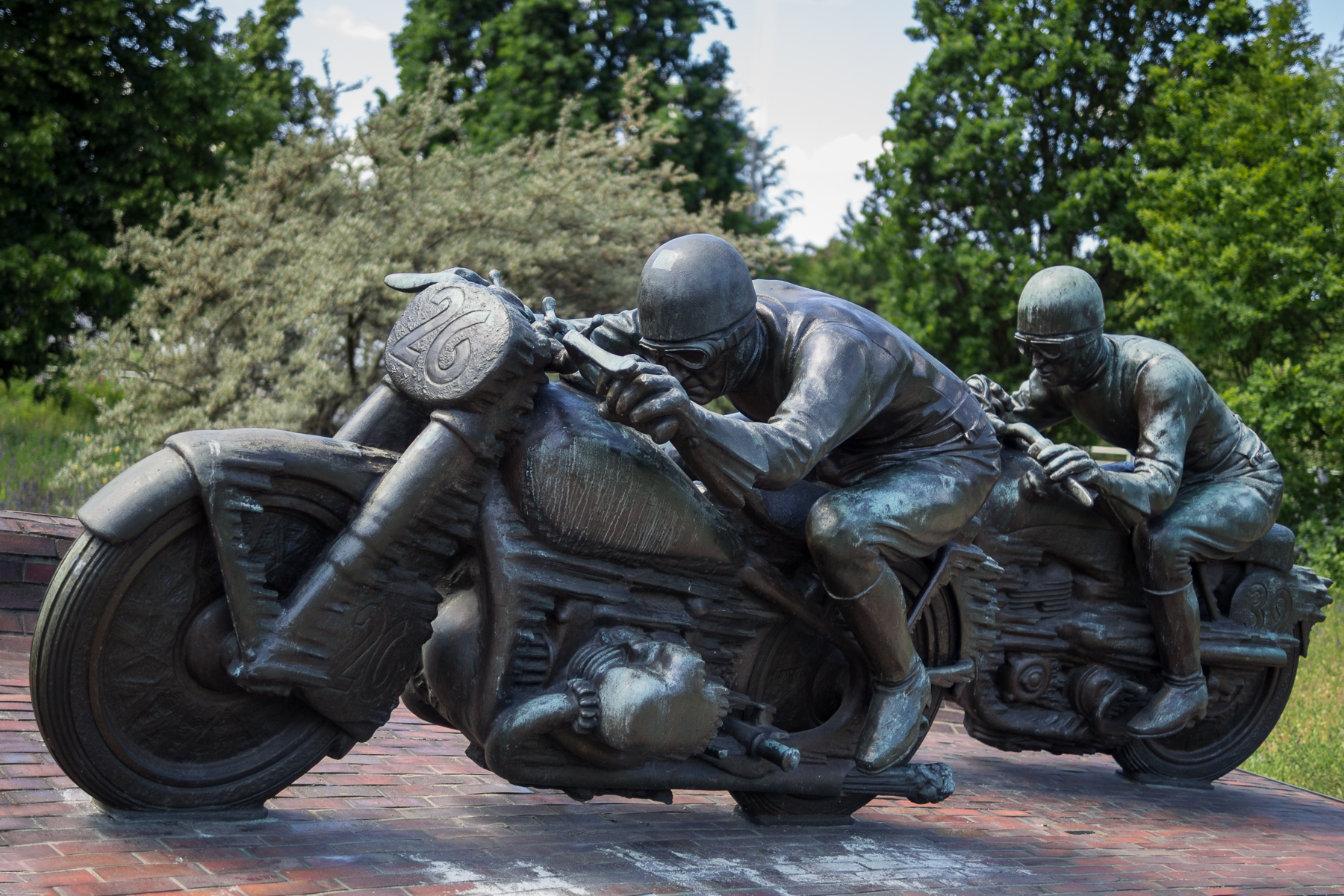
Seitliche Ansicht
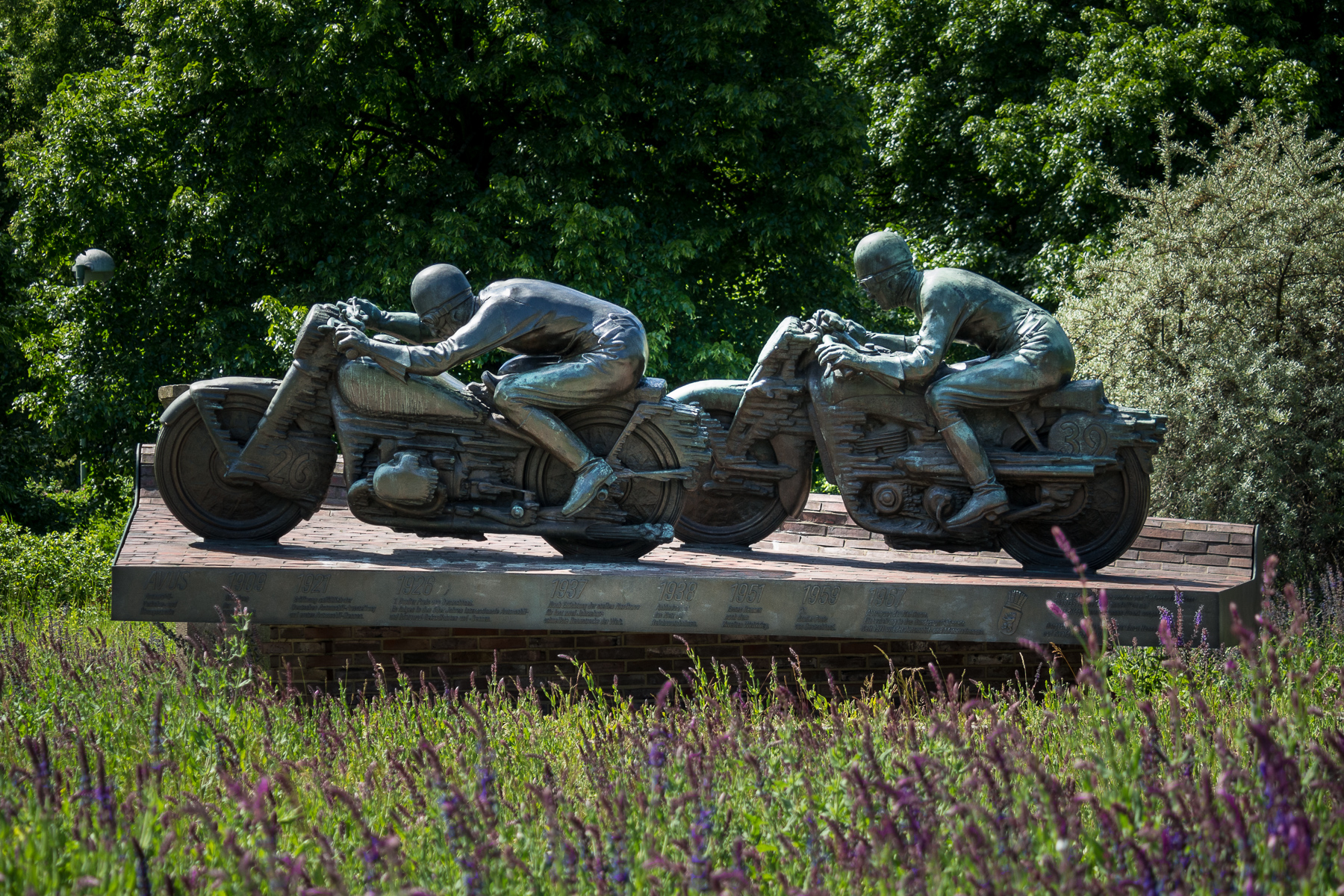
Seitliche Ansicht mit Sockel

- Fruchtbarkeitsbrunnen (1939 auf der Großen Deutschen Kunstausstellung; erworben für 24 000 RM vom Hauptkulturamt der Reichshauptstadt Berlin)[4]
- Gesandter Dr. Walther Hinrichs (Porträtbüste des Nazi-Diplomaten[5]; Bronze; 1942 auf der Große Deutsche Kunstausstellung)[6]
- 1939: Königsfasan im Zoologischen Garten Berlin, Fasanerie
- o. J.: Rohrdommelgruppe, im Zoologischen Garten Berlin, im Teich im Raubtierhaus
- 1949 (posthum): Pegasus und Ziegenbock für die Rosenthal AG[7]

Seine Beiträge zur Innenausstattung der expressionistischen Kreuzkirche in Berlin-Schmargendorf – darunter der Altar und ein fünf Meter hohes Kreuz aus Meißner Porzellan – gingen in einer Bombennacht des Zweiten Weltkriegs verloren.
Außerdem sind einige Medaillen von ihm überliefert.